# Рустембеков, Акмурза Исаевич
Акмурза Исаевич Рустембеков (15 февраля 1956, пос. Кургальджино, Кургальджинский район, Акмолинская область, Казахская ССР, СССР — 29 июля 2020, Алма-Ата, Казахстан) — казахстанский архитектор. Президент Союза архитекторов Республики Казахстан (с 2000 года). Автор монумента Астана-Байтерек.

## Биография
Родился в посёлке Кургальджино Кургальджинского района Акмолинской области в семье служащих. Старший брат Серик Рустамбеков — также известный архитектор.
Учился в Алма-Атинском архитектурно-строительном институте на архитектурном факультете (окончил в 1980 году).
После окончания института работал в алматинской комплексной мастерской института по проектированию высших учебных заведений «ГИПРОВУЗ».
С 1996 года — вице-президент Союза архитекторов Республики Казахстан, а через четыре года был избран президентом Союза.
С 2002 года — также президент Международной ассоциации союзов архитекторов (МАСА) стран СНГ.
Скончался 29 июля 2020 года в Алматы.

## Постройки
Является автором и соавтором Главного корпуса Архитектурно-строительного института г. Алматы, комплекса Карагандинского государственного института, главного корпуса Алтайского государственного университета, завода ВТУЗ г. Темиртау, учебно-производственного корпуса Целиноградсельмаш, учебно-лабораторных корпусов техникума в г. Бухаре и др. объектов.
Является автором и руководителем проекта торгового комплекса «Silk Way» в г. Алматы, проекта символа Казахстана «Астана-Байтерек» в г. Астане, а так же индивидуальных жилых домов в городах Алматы, Бишкек. Лауреат Республиканских, Всесоюзных и Международных конкурсов.

## Награды
- Заслуженный деятель Республики Казахстан.
- Почетный архитектор Казахстана.
- Член-корреспондент Международной Академии архитектуры стран Востока.
- Профессор Московского отделения Международной Академии архитектуры.
- Почетный профессор Казахской Головной Архитектурно-строительной Академии.
- Почетный член Союза архитекторов России.
- Почетный член Международной Ассоциации Союзов архитекторов (МАСА).
- Член союза архитекторов Грузии.
- Член союза архитекторов Кыргызской Республики.
- Член союза градостроителей Республики Казахстан.
- Член союза дизайнеров Казахстана.

За объект «Астана-Байтерек» стал обладателем Гран-при и Золотой медали на Х-ом Международном конкурсе Международной Ассоциации Союзов архитекторов (МАСА) стран СНГ за лучшую постройку за 2002 год; Серебряной медали Всемирного Триеннале архитектуры в г. София в 2003 году; Гран-при и Золотой медали Союза архитекторов Кыргызской Республики на Фестивале архитектуры в г. Бишкек в 2003 году.
Награжден Медалью Союза архитекторов России «За преданность Содружеству зодчих» в 2004 году.